# جی‌ان‌جی-کیو۲
جی‌ان‌جی-کیو۲(به انگلیسی: JNJ-Q2) یک آنتی‌بیوتیک وسیع الطیف از دسته فلوروکینولون‌ها است که برای درمان عفونت‌های حاد باکتریایی پوست و بافت و همچنین ذات الریه توسعه داده شده‌است. این دارو به طور خاص برای درمان عفونت‌های ناشی از استافیلوکوک اورئوس مقاوم به متی‌سیلین مورد مطالعه قرار گرفته‌است.